# Claopodium whippleanum
Claopodium whippleanum là một loài Rêu trong họ Thuidiaceae. Loài này được (Sull.) Renauld & Cardot mô tả khoa học đầu tiên năm 1893.